# Bladejob
Con il termine bladejob (traducibile in italiano con "lavoro di lama") si indica la tecnica utilizzata nel wrestling per simulare ferite sanguinanti e dare una maggiore parvenza di violenza all'incontro. Questa tecnica consiste nel procurarsi un taglio in un punto del corpo quando non si è visti dalle telecamere, solitamente dopo aver ricevuto un duro colpo in quello stesso punto, utilizzando una lametta nascosta in qualche capo di abbigliamento indossato dal wrestler.
La zona scelta nella stragrande maggioranza dei casi è la fronte, facile da far sanguinare anche solo con un piccolissimo taglio ed è un metodo utilizzato spesso per rendere più popolare agli occhi del pubblico un determinato lottatore. A dispetto di quanto sostengono molti critici del wrestling, il sangue che sgorga dalle ferite è reale, tant'è che molti lottatori veterani hanno come prova numerose cicatrici.

## Incidenti e la Scala Muta
Ci sono dei casi in cui un bladejob possa ferire troppo profondamente e in alcuni casi può avvenire il taglio di un'arteria della fronte. Un caso simile fu un bladejob effettuato dal wrestler giapponese The Great Muta nel 1992 durante un match contro Hiroshi Hase dove la quantità di sangue persa da Muta fu così grande che da allora i bladejob vengono classificati secondo la cosiddetta Scala Muta.
Un altro incidente eclatante accadde in un house show della Extreme Championship Wrestling (ECW) e durante il quale un giovane lottatore chiamato Mass Transit convinse il capo della ECW Paul Heyman a farlo combattere mentendo sulla sua reale età e sulla sua preparazione e poiché il ragazzo era un minorenne e non era affatto un wrestler, durante il match chiese al suo avversario (New Jack), di subire un bladejob per ritrovarsi con il taglio di due arterie della fronte ed una grave emorragia. Il caso ebbe forti conseguenze e venne risolto in un'aula di tribunale.

### Utilizzo nelle federazioni
Nella Total Nonstop Action Wrestling, il bladejob fu utilizzato fino all'adozione di una nuova politica risalente al 2014 mentre prima i wrestler come Abyss e Raven erano soliti combattere in match dove ferite e sangue spesso erano visibili.
In WWE il bladejob avvenne in passato ed in rare occasioni ed oggi risulta bandito per il timore che il contatto con il sangue possa diffondere delle malattie e nei casi in cui il sangue sgorghi il wrestler viene soccorso e medicato da paramedici dello staff, come successe a John Cena a Bragging Rights nel 2009, quando rimase ferito alla fronte dopo aver ricevuto in testa un microfono da parte di Randy Orton.
Durante il PLE della WWE Bad Blood 2024 il bladejob è stato utilizzato durante l'Hell in a Cell match tra CM Punk e Drew McIntyre.